# Fall Out Boy

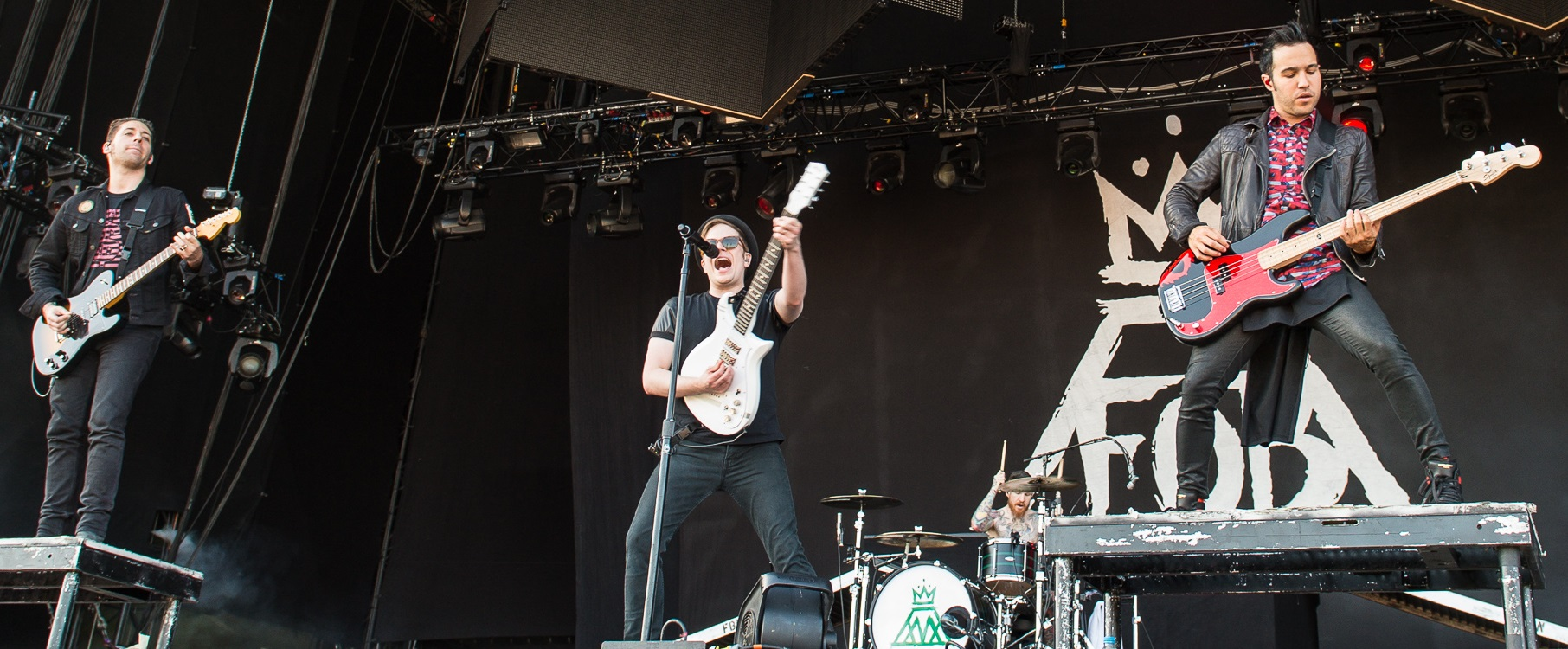
Fall Out Boy, Rock im Park 2014.

Fall Out Boy és un grup de Rock Alternatiu, de Chicago, Illinois.

## El començament
Van començar el 2001, amb Pete Wentz (Baixista, compositor de la banda i cantant secundari) i Joe Trohman (1r Guitarrista), amb l'objectiu de tocar el més semblant del que tocaven els seus ídols de la infància. Més tard, Trohman va conèixer Patrick Stump (Guitarra rítmica, compositor de la banda i veu principal) en una llibreria mentre discutien sobre els seus gustos musicals. Patrick va fer audicions per entrar a la banda com a bateria, però, ni ell mateix, sabia que el seu talent era cantar, ja que no havia cantat mai. Doncs, amb en Patrick ja com a veu principal, es van unir a la banda dos personatges més: T.J. Raccine, que faria de guitarra, i un curiós bateria que només es feia dir Mike; i així, l'any 2002, van fer el seu primer àlbum titulat Fall Out Boy's Evening Out With Your Girlfriend.

## Millor època
Després del seu 1r àlbum, l'Andrew Hurley (bateria) es va unir als Fall Out Boy, mentre que el Raccine i el Mike van abandonar el grup. A partir d'aquí, el grup es va quedar com estava actualment i van començar a treure els seus millors èxits, com Sugar, We're Going Down, Thnks Fr Th Mmrs, Dance, Dance o This ain't a Scene, It's an Arms Race.

## Discografia
- Fall Out Boy's Evening Out With Your Girlfriend (2002)
- Spilt-EP (2002 Recopilatori)
- Take This To Your Grave (2003)
- My Heart Will Always Be The B-Side To My Tongue (2004 Recopilatori)
- From Under The Cork Tree (2005)
- Infinity On High (2007)
- «Thnks fr th Mmrs» (Simple del 2007)
- Folie à Deux (2008)
- Believers Never Die (2009 Recopilatori)
- Save Rock and Roll (2013)
- PAX·AM Days (EP 2013)
- American Beauty/American Psycho (2015)
- Mania (2018)

## Premis de la banda
2005
- MTV Video Music Award - Premi MTV2 per la cançó "Sugar, We're Going Down"

2006
- Kerrang! Award - Millor vídeo per "Sugar, We're Going Down"
- MTV Video Music Award - Viewer's Choice per "Dance, Dance"
- MuchMusic Video Award - People's Choice: Grup Internacional Preferit per "Dance, Dance"
- Teen Choice Awards - Choice Music: Millor Cançó Rock per "Dance, Dance"
- Teen Choice Awards - Choise Music: Millor Single per "Dance, Dance"
- Teen Choice Awards - Choise Music: Millor Grup de Rock

2007
- Kerrang! Awards - Millor Video per "This Ain't a Scene, It's an Arms Race"
- Kids Choice Awards (Australia) - Cançó Preferida: "Thnks fr th Mmrs"
- MTV Video Music Awards - Millor Banda
- Teen Choice Awards - Choice Music: Millor Grup de Rock
- Teen Choice Awards - Choise Music: Millor Cançó de Rock
- TMF Awards (Bèlgica) - Millor Banda de Rock Alternatiu
- TMF Awards (Bèlgica) - Millor Grup de Rock

2008
- MTV Artist of December 2008
- MuchMusic Video Award - People's Choice: Vídeo Internacional Preferit per "The Take Over, The Breaks Over"
- TMF Awards Best Alternative
- TMF Awards Best Live
- TMF Awards Best Rock

2009
- MTV Australia Awards - Millor Vídeo Rock: "I Don't Care"